# Ланча V6
Ланча V6 е шест-цилиндров двигател, вложен първо в модела Аурелия.
Първият прототип и е от Франческо Де Вирджилио през 1943 г., с 1,5-литров двигател; работещ вариант се появява през 1945 г. Производственият модел е много подобен на прототипа и е представен като 1754cc V6 в седана B10. В допълнение към преместването[ неясно? ], има и други промени: вентилният влак е преработен, с „изкривени клапани“, въведени за 2-литровия мотор в B20 s.2, и след това за всички 2.5-литрови мотори. Всички разпределителни валове, глави, колянови валове и блокове са ревизирани, за да произведат сложна история на развитие[ неясно? ]. За разлика от по-рационалните програми[ неясно? ], двигателят на Аурелия е подобрен по много различни начини, с части и части[ неясно? ], променени и разпръснати между много версии. Тези промени на двигателя са обобщени по-долу и на следващата карта на двигателя[ неясно? ].
Години по-късно моделът Фламиние е снабден с двигател от Ланча V6. Започвайки с капацитет от 1.754 куб.см., двигателят на Аурелия е разширен с третата си серия GT през 1953 г. до 2.451 куб.см.